# Victor Bouchard
 Victor Bouchard (Quebec, 11 april 1926 - 22 maart 2011) was een Canadees pianist en componist. Hij vormde met zijn echtgenote, Renée Morisset, een duo en samen bouwden zij een imposante internationale loopbaan op, in het bijzonder voor werken voor twee piano's en voor quatre mains. Zij speelden in binnen- en buitenland ook verschillende speciaal voor hen geschreven stukken, zoals "Nombres pour deux pianos et orchestre" van Clermont Pépin (1963), het "Concerto" van Roger Matton (1964) en de "Sonate" van Jacques Hétu (1965).
Naast een aantal werken voor kamermuziek (onder andere een strijkkwartet en "Danse canadienne" voor viool en piano) componeerde Bouchard ook meer dan 100 bewerkingen van Frans-Canadese volksliedjes, die worden uitgevoerd door onder meer Maureen Forrester, Gaston Germain, Jacques Labrecque en Bruno Laplante.
Hij overleed op 22 maart 2011 op 84-jarige leeftijd.
- Bibliothèque nationale de France: cb13960957t (data)
- Gemeinsame Normdatei: 137932340
- International Standard Name Identifier: 0000 0001 1470 3119
- Library of Congress Control Number: n97057716
- MusicBrainz: ccf87c21-69b7-49ce-acd1-b1dceefaa4aa
- Virtual International Authority File: 86096576
- WorldCat: E39PBJkxGw6W4qWwYhPmmcmDbd